# ボン教

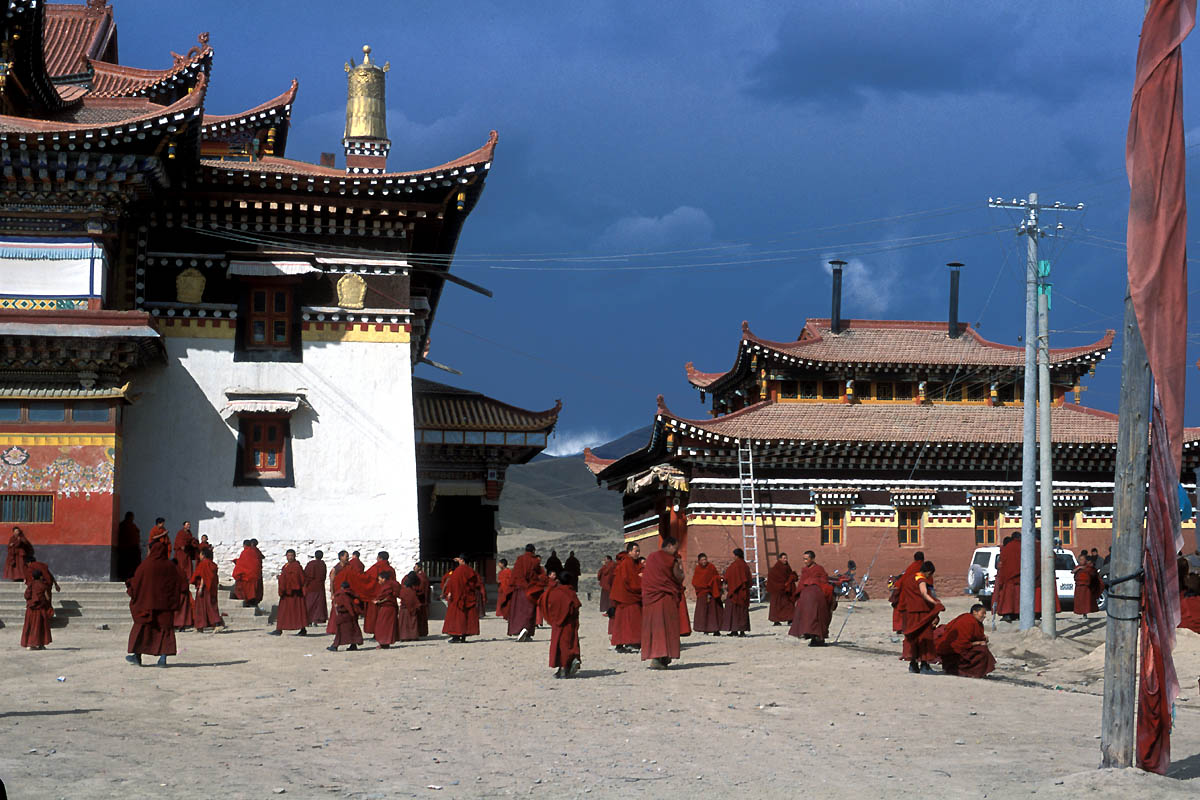
ボン教寺院（四川省）

ボン教（ボンきょう、チベット語: བོན་, ラテン文字転写: bon、ラサ方言 IPA: [pʰø̃̀]）はチベットの民族宗教である。ポン教（ポンきょう）とも表記・呼称される。
今日においても独自の教団が存在する。

## 概説
一般のチベット人にとってボン（བོན་, bon）とは、漠然とチベットの仏教伝来以前の土着の宗教を指す場合と、「ユンドゥン・ボン」（གཡུང་དྲུང་བོན་, g.yung drung bon, 永遠のボン）を自称する宗教・宗派を指す場合とがある。文献資料は仏教伝来以後のものしか存在していないが、敦煌文献から8-10世紀のチベットの古代宗教についてある程度研究されている。それによると初期の文献においてボンとは組織的な宗教の呼称ではなく一種の祭司のことを指しており、古代チベット王国（吐蕃）ではボンとシェンという祭司が祭祀を執り行っていた。宗教はチュー（法、慣習）で、ラチュー（lha chos, 神の法）とミチュー（mi chos, 人の法）とが区別されていた。ラチューは時にはボン教、時には仏教のことを指し、後者のミチューが仏教伝来やボン教成立に先行する土着宗教であった。後世の人々はこの古代宗教をボンと呼んだが、仏教布教前のチベット人が古来の祭祀や神話をボンと呼んでいたとは考えにくく、成立宗教としてのボン教は11世紀頃に姿を現し、組織されていったと考えられている。経緯としては760年前後、数十年前に伝来した仏教と古来の祭祀・神話の対立が始まり、840年代のランタルマ王の時代にそうした対立が一因となって吐蕃王朝が滅びる。王家の保護を失った仏教は表面上衰退するが、有力氏族の家系に引き継がれ、11世紀に再び盛んとなる。この時期にボン教の宗教としての整備が進んでいった。11世紀以降に出現した初期のボン教文献は、主としてテルトン（埋蔵教発掘者）によってもたらされたもので、それぞれテルマ（過去に埋蔵されたものをテルトンが再発見したとされる文献）やニェンギュー（snyan brgyud, 口頭伝承を筆記したとされる文献）に分類される。
ボン教徒は、ボン教の中に取り込まれた古いアニミズム宗教である「原始的なボン」、ボン教徒がブッダと崇めるシェンラプ・ミウォが創始した宗教伝統である「ユンドゥン・ボン」、儀礼面で仏教の影響を受けた「新しいボン」とを区別する。ユンドゥン・ポンも用語の面などで仏教の影響を受けているが、ボン教徒は仏教とは異なる独自の思想であることを自負している。
ボン教に古くから伝わる神話によると世界の起源は双子である。宇宙や神、人類などは2つの光線または2つの白い卵と黒い卵から誕生したとされている。白い卵から神と人間の父であるシバ・サンボ・ベンチが生まれ、天と地の神であるシバ・サンボ・ベンチの子孫が、人間になったものを生み出したとされる。黒い卵からは悪魔と破壊の父が生まれた。一部の人達は、これをマニ教の先駆けであるズルワーン教の影響とも考えている。

## ユンドゥン・ボン
ユンドゥン・ボン（永遠のボン）は、古代に伝わり、現在まで連綿と続いていると、ボン教徒たち自身によって信じられている宗教である。

### 起源
その起源は相当古くに遡り、ユンドゥン・ボンはその開祖であるトンパ・シェンラプによってチベット西方のタジク（ペルシア方面のこと）やシャンシュンからもたらされた教えであるとボン教徒は信じている。実際にはボン教とチベット仏教は相互に影響しながら発展してきた歴史があり、それぞれのなかに互いの影響を見てとることができる。

### 特徴
ボン教はその体系を構築する際にインドで発生した仏教の用語を用いたため、チベットの宗教としての独自性のない「剽窃者」の烙印を押されてきた。しかし、その経典の中身をよく見てみると、インド仏教思想の枠の中では収まらないことが明らかになりつつある。またチベット文化の源泉のひとつとして、仏教の中には見当たらない独特の要素をもっていることが指摘されている。こうした事情から今日、ボン教はチベット学や中央アジア史の最も先進的な研究対象のひとつと考えられている。ただし、一般にチベット仏教に由来しない民俗・信仰を「ボン教」としてひとくくりに認識しがちであるが、数ある民間宗教と厳密な意味でのボン教は区別するべきである。
ボン教教団の総本山はメンリ僧院（སྨན་རི་、sman ri）。その他にチベット内に存在する主な僧院としては、ユンドゥリン僧院、ナルシ僧院がある。総本山のメンリ僧院は現在、北インドにその機能を移している。
チベット仏教のニンマ派（古派）との相互影響が指摘されている。ゾクチェンという瞑想が伝えられていることも、ニンマ派と共通する点である。両者のゾクチェンの用語は基本的に同じものであるが、その系譜や見解は異なる。[[ゾクチェン（ボン教）]]については別項目を参照。
伝承では、チベットの西方にあるという神秘の国オルモ・ルンリン（'ol-mo lung-ring）のトンパ・シェンラプを始祖とする。
インド起源の仏教では「右繞」（うにょう）すなわち時計回りに巡って行くことを善しとするが、ボン教には「左繞」（さにょう）すなわち左廻りを善しとする。このようなささいな相違に加え、最も異なるのはその相承系譜である。ボン教とチベット仏教の関係は、いわば「仲の良い双子の兄弟」に例えることが可能である。
「それがチベット語で“チュー”と呼ばれようが、“ボン”と呼ばれようが、ダルマのことを特にボン教徒は宗派の派閥のことだとは思っていない。ダルマとは根源的な真実をそのまま表したもののことであり、時代と歴史を通じて何度も繰り返し述べられてきたもののことなのだ。根源的な真実のことばかりか、永遠の真実のことなのだ。ダルマとはただ単に特定の時代、つまり紀元前6世紀の北インドで生み出されたもののことだけを意味しない」　John Reynolds, Yungdrung Bon, The Eternal Tradition,7.